# Дашбалбарын Базарсад
Дашбалбарын Базарсад (монг. Дашбалбарын Базарсад; 1951, сомон Баян-Уул аймак Дорнод, МНР) — 7 мая 2012) — монгольский военный, государственный, общественный и дипломатический деятель, доктор военных наук, профессор, академик, генерал-майор. Заслуженный пограничник Монголии. Заслуженный чекист Монголии. Заслуженный железнодорожник Монголии.

## Биография
В 1973 году окончил Высшее пограничное военно-политическое училище в Москве (СССР) (ныне Голицынский пограничный институт ФСБ России. В 1984 году — Военную академию имени Фрунзе, в 1990 году — Московскую академию Генерального штаба. В 2002 году окончил Юридический институт в Улан-Баторе по специальности «Командный состав, оперативная тактика, стратегия и право».
Имел высшее образование по специальности командно-штабная оперативная работа, юрист. Доктор военных наук, профессор, академик, бакалавр по специальности юрист, звание генерал-майор.
С 1973 году служил офицером, начальником штаба пограничной службы, заместителем начальника пограничного и внутреннего штаба, 1-м заместителем и начальником 2-го отдела. В 1990 году — начальник штаба погранвойск Главного управления государственной безопасности Монголии. Был советником министра обороны Монголии по чрезвычайным ситуациям. С 1996 года — директор военного университета. С 1997 года — начальник Национальной гвардии, командующий пограничными войсками.
Работал в пограничных войсках Монголии, в министерстве гражданской обороны, а также в министерстве чрезвычайных ситуаций.
С 1992 по 2004 год дважды избирался депутатом Великого государственного хурала Монголии, где руководил Комитетом специального контроля. Работал над укреплением демократического парламентаризма и развитием законодательной власти в Монголии. Был действительным членом Международной академии информатизации с консультативным статусом ООН.
С июня 2009 года — генеральный консул Монголии в Кызыле (Тува).
Был женат, имел двоих детей.

## Награды
- Орден Красного Знамени (Монголия)
- Орден «За боевые заслуги» (Монголия)
- Орден Полярной звезды (Монголия)
- Орден Трудового Красного Знамени (Монголия)
- Орден Республики Тыва (15 марта 2011 года, Республика Тыва, Россия) — за заслуги в укреплении дружбы и добрососедства между тувинским и монгольским народами и за вклад в развитие торгово-экономических, научно-технических, культурных и гуманитарных связей между Республикой Тыва Российской Федерации и Монголией[2]
- Памятный юбилейный знак «65 лет Победы» (3 ноября 2011 года, Республика Тыва, Россия) — за вклад в укрепление дружбы и добрососедства между тувинским и монгольским народами, в честь празднования 90-летия со дня образования дипломатических отношений между Россией и Монголией и 10-летия образования Генерального консульства Монголии в Республике Тыва[3]
- Медаль Жукова
- Медали Монголии
- Российские памятные медали
- Заслуженный пограничник Монголии
- Заслуженный чекист Монголии
- Заслуженный железнодорожник Монголии.